# Dolní Radouň
Dolní Radouň, bis 1947 Německý Radouň, (deutsch Wenkerschlag) ist ein Ortsteil der Stadt Jindřichův Hradec  in Tschechien. Er befindet sich sechs Kilometer nördlich von Jindřichův Hradec. Der Ort war als ein Doppelzeilendorf angelegt.

## Geographie
Die Nachbarorte sind im Norden Kostelní Radouň (Kirchen Radaun), im Süden Jindřichův Hradec (Neuhaus) und im Westen Studnice (Brunn).

## Geschichte
Die erste urkundliche Erwähnung des Ortes erfolgte im Jahre 1256. Der Ort wird darin „Radvina magna“ genannt. In den Jahren 1378, 1437, 1493 und 1654 erscheint die Ortsbezeichnung „Radun Theutonicalis“ in mehreren Urkunden. Der Ort gehörte in dieser Zeit zur Herrschaft Neuhaus. Die Matriken des Ortes werden seit dem Jahre 1651 bei der Nachbarortschaft Riegerschlag geführt.
Der Ort dürfte im 17. Jahrhundert verödet sein, da er im 18. Jahrhundert planmäßig neu besiedelt wurde. Die von den Einwohnern bis ins Jahre 1945 gesprochene „ui“- Mundart (nordbairisch) mit ihren speziellen Bairischen Kennwörtern, weist darauf hin, dass die Siedler aus dem oberpfälzischen Raum stammten. Nach der Neubesiedelung setzte sich ab dem Jahre 1785 die Ortsbezeichnung „Wenkerschlag“ durch. Der Ursprung für diesen neuen Namen ist entweder der heilige Wendelin oder ein neuer Siedler namens Wenker. Im Jahre 1842 gehörten zum Ort 4 Mühlen mit Sägewerken und eine Leinölpresse. Im Ort wurde besonders Flachs angebaut und verarbeitet. Doch um 1880 wurde der Flachsanbau unrentabel und damit begann eine Abwanderung von Dorfbewohnern. Im Jahre 1903 wurde die Bezirksstraße durch den Ort gebaut. Wenkerschlag erhielt im Jahre 1906 eine Haltestelle an der Lokalbahn von Neuhaus nach Wobratain. Der größte Teil der Einwohner von Wenkerschlag lebte von der Vieh- und Landwirtschaft. Aufgrund des Klimas und der Bodenbeschaffenheit wurden meist Roggen, Hafer, Flachs (bis 1880) und Kartoffeln angebaut. Demgegenüber wurde die Viehwirtschaft forciert, besonders die Schweinezucht, die Imkerei und die Milchproduktion.
Nach dem Ersten Weltkrieg kam der zuvor zu Österreich-Ungarn gehörende Ort, der 1910 zu 89 % von Deutschmährern bewohnt wurde, durch den Vertrag von Saint-Germain zur Tschechoslowakei. In der Zwischenkriegszeit kam es durch Neubesetzung von Beamtenposten und neuen Siedlern zu einem vermehrten Zuzug von Personen tschechischer Identität. Im ganzen Lande  vermehrten sich die Spannungen. Mit dem Münchner Abkommen wurde Wenkerschlag zum 1. Oktober 1938 ein Teil des deutschen Reichsgaus Niederdonau. Ab 1925 begann man den versumpften Weiher trocken zulegen und den Bach zu regulieren. In der Folge wurde Wenkerschlag die beste Liefergemeinde der Lagerhausgenossenschaft des Bezirks. Im selben Jahr wurde in der Mühle eine tschechische Minderheitenschule eingerichtet. Die Elektrifizierung des Ortes erfolgte im Jahre 1929. Im Jahre 1939 vernichtet ein Unwetter die gesamte Ernte der Gemeinde.
Im Zweiten Weltkrieg hatte der Ort 33 Opfer zu beklagen. Nach dem Ende des Zweiten Weltkrieges wurden die im Münchener Abkommen an Deutschland übertragenen Territorien wieder der Tschechoslowakei zugeordnet. Am 30. Mai 1945 wurde der Ort, zeit- und systemgleich wie die umliegenden Gemeinden, von einer motorisierten Gruppe militanter Tschechen besetzt. Sie nahmen zehn Geiseln und vertrieben die deutschen Bewohner und zuletzt die Geiseln über Neubistritz nach Österreich. Zwei Geiseln und weitere vier Personen kamen zu Tode.  In Übereinstimmung mit den ursprünglichen Überführungs-Zielen der Potsdamer Erklärung verlangte die Rote Armee den Abschub aller Sudetendeutschen aus Österreich nach Deutschland. Dennoch konnten 12 Familien in Österreich verbleiben. Die restlichen Vertriebenen aus Wenkerschlag wurden nach Deutschland transferiert. Ein Dorfeinwohner wanderte in die Schweiz aus.
1980 wurde der Ort in Jindřichův Hradec eingemeindet. Im Jahre 2001 bestand das Dorf aus 96 Wohnhäusern.

## Wappen und Siegel
Im Jahre 1658 erhielt der Ort von Graf Slawata von Chlum und Koschumberg ein Gerichtssiegel überreicht. Das Siegelbild zeigte einen auf einem Rasenstück aufrecht stehenden Bären, welcher in seinen Vorderpranken ein eingeschweiftes Spitzschild hält. Um 1900 wurde das Siegel verändert. Es zeigte nun die Umschrift „GEMEINDEAMT.WENKERSCHLAG.POL.BEZ.NEUHAUS.BÖHMEN“ mit einem kleinen Schild in der Mitte.

## Bevölkerungsentwicklung
| Volkszählung | Einwohner gesamt | Volkszugehörigkeit der Einwohner | Volkszugehörigkeit der Einwohner | Volkszugehörigkeit der Einwohner |
| Jahr         | Einwohner gesamt | Deutsche                         | Tschechen                        | Andere                           |
| ------------ | ---------------- | -------------------------------- | -------------------------------- | -------------------------------- |
| 1880         | 822              | 789                              | 33                               | 0                                |
| 1890         | 823              | 762                              | 61                               | 0                                |
| 1900         | 742              | 687                              | 55                               | 0                                |
| 1910         | 624              | 561                              | 63                               | 0                                |
| 1921         | 616              | 499                              | 114                              | 3                                |
| 1930         | 586              | 470                              | 112                              | 4                                |
| 1991         | 239              |                                  |                                  |                                  |
| 2001         | 214              |                                  |                                  |                                  |

## Sehenswürdigkeiten
- Filialkirche Mariä Himmelfahrt (1878) mit Altarbild und Kreuzweg von Kamaryt.
- Volksschule (1863)

## Brauchtum
- Ab dem 16. Mai wurde für den Hl. Johannes von Nepomuk eine Woche lang eine Rosenkranzandacht gehalten.

## Persönlichkeiten
- Richard Hanslovsky (* 1922) – Heimatforscher
- Franz Longin (* 1933) – deutscher Politiker und Landschaftsbetreuer für Südmähren seit 1979